# 1978-as Australian Open
Az 1978-as Australian Open az év negyedik Grand Slam-tornája volt, december 25. és december 31. között rendezték meg Melbourne-ben. A férfiaknál az argentin Guillermo Vilas, nőknél az ausztrál Christine O'Neil nyert.

## Döntők

### Férfi egyes
Guillermo Vilas -  John Marks,  6-4, 6-4, 3-6, 6-3

### Női egyes
Christine O'Neil -  Betsy Nagelsen, 6-3, 7-6

### Férfi páros
Wojtek Fibak /  Kim Warwick -  Paul Kronk /  Cliff Letcher, 7-6, 7-5

### Női páros
Betsy Nagelsen /  Renáta Tomanová -  Naoko Sato /  Pam Whytcross, 7-5, 6-2

### Vegyes páros
1970–1986 között nem rendezték meg.